# Apenes parallela
Apenes parallela är en skalbaggsart som beskrevs av Pierre François Marie Auguste Dejean. Apenes parallela ingår i släktet Apenes och familjen jordlöpare. Inga underarter finns listade i Catalogue of Life.